# Поляков, Андрей Владимирович
Андре́й Влади́мирович Поляко́в (14 октября 1950 — 3 марта 2021) — советский и российский дипломат. Чрезвычайный и полномочный посол (2016).

## Биография
Окончил МГИМО (1973) и Дипломатическую академию МИД СССР (1987). Кандидат исторических наук. На дипломатической работе с 1973 года.
В 1999—2001 годах — советник-посланник Посольства России в Ливане.
В 2002—2004 годах — старший советник, начальник отдела в Департаменте Ближнего Востока и Северной Африки МИД России.
В 2004—2006 годах — заместитель директора Департамента Ближнего Востока и Северной Африки МИД России.
С 11 апреля 2006 по 14 января 2011 года — чрезвычайный и полномочный посол Российской Федерации в Тунисе. Верительные грамоты вручил 29 июня 2006 года.
С 22 мая 2013 по 31 октября 2017 года — чрезвычайный и полномочный посол Российской Федерации в Руанде.
Скончался 3 марта 2021 года.

## Семья
Был женат, имел двух сыновей.

## Дипломатический ранг
- Чрезвычайный и полномочный посланник 2 класса (7 мая 2005)[6]
- Чрезвычайный и полномочный посланник 1 класса (11 марта 2009)[7]
- Чрезвычайный и полномочный посол (10 февраля 2016)[8]

## Награды и звания
Был награждён орденом «Знак Почёта» (1982) и знаком отличия «За безупречную службу» XXX лет (2011).